# Fußball-Weltmeisterschaft 1958/Schweden

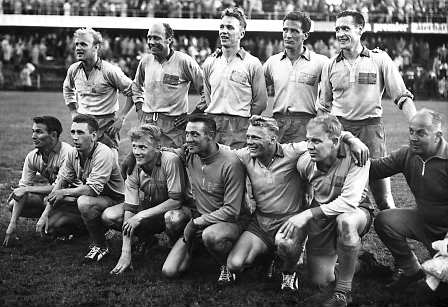
Die schwedische Elf

Dieser Artikel behandelt die schwedische Fußballnationalmannschaft bei der Weltmeisterschaft 1958 in Schweden.

## Qualifikation
Als Gastgeber war Schweden automatisch qualifiziert.

## Schwedisches Aufgebot
| Nummer / Name | Nummer / Name      | Damaliger Verein | Geburtstag | Länderspiele |
| Torhüter      | Torhüter           | Torhüter         | Torhüter   | Torhüter     |
| ------------- | ------------------ | ---------------- | ---------- | ------------ |
| 1             | Kalle Svensson     | Helsingborgs IF  | 11.11.1925 |              |
| 12            | Tore Svensson      | Malmö FF         | 06.12.1927 |              |
| 16            | Ingemar Haraldsson | IF Elfsborg      | 03.02.1928 |              |
| Abwehr        |                    |                  |            |              |
| 2             | Orvar Bergmark     | Örebro SK        | 16.11.1930 |              |
| 3             | Sven Axbom         | IFK Norrköping   | 15.10.1926 |              |
| 5             | Åke Johansson      | IFK Norrköping   | 19.03.1928 |              |
| 13            | Prawitz Öberg      | Malmö FF         | 16.11.1930 |              |
| Mittelfeld    |                    |                  |            |              |
| 4             | Nils Liedholm      | AC Mailand       | 08.10.1922 |              |
| 6             | Sigvard Parling    | Djurgårdens IF   | 26.03.1930 |              |
| 14            | Bengt Gustavsson   | Atalanta Bergamo | 15.01.1928 |              |
| 15            | Reino Börjesson    | Norrby IF        | 04.02.1929 |              |
| 17            | Olle Håkansson     | IFK Norrköping   | 22.02.1927 |              |
| Angriff       |                    |                  |            |              |
| 7             | Kurt Hamrin        | Calcio Padova    | 19.11.1934 |              |
| 8             | Gunnar Gren        | Örgryte IS       | 31.10.1920 |              |
| 9             | Agne Simonsson     | Örgryte IS       | 19.10.1935 |              |
| 10            | Arne Selmosson     | Lazio Rom        | 29.03.1931 |              |
| 11            | Lennart Skoglund   | Inter Mailand    | 24.12.1929 |              |
| 18            | Gösta Löfgren      | Motala AIF       | 29.08.1923 |              |
| 19            | Henry Källgren     | IFK Norrköping   | 13.03.1931 |              |
| 20            | Bror Mellberg      | AIK Solna        | 09.12.1923 |              |
| 21            | Bengt Berndtsson   | IFK Göteborg     | 26.01.1933 |              |
| 22            | Owe Ohlsson        | IFK Göteborg     | 19.08.1938 |              |
| Trainer       |                    |                  |            |              |
|               | George Raynor      |                  | 13.01.1907 |              |

## Spiele der schwedischen Mannschaft

### Vorrunde
- Schweden –  Mexiko 3:0 (1:0)

Stadion: Råsundastadion (Solna)
Zuschauer: 45.000
Schiedsrichter: Latyschew (Sowjetunion)
Tore: 1:0 Simonsson (17.), 2:0 Liedholm (57.) 11m, 3:0 Simonsson (64.)
- Schweden –  Ungarn 2:1 (1:0)

Stadion: Råsundastadion (Solna)
Zuschauer: 40.000
Schiedsrichter: Mowat (Schottland)
Tore: 1:0 Hamrin (55.), 2:0 Hamrin (55.), 2:1 Tichy (77.)
- Schweden –  Wales 0:0

Stadion: Råsundastadion (Solna)
Zuschauer: 35.000
Schiedsrichter: Van Nuffel (Belgien)
Der Veranstalter Schweden ging als Favorit in die Gruppe 3 und wurde seiner Rolle gerecht. Mexiko (3:0) und Ungarn (2:1), die nur noch drei Spieler aus dem 54er-Wunderteam dabei hatten (der Aufstand von 1956 hatte das Team auf ganz Europa verteilt und nicht alle Spieler wurden freigestellt), wurden besiegt. Zuletzt konnten sich die Schweden noch ein 0:0 gegen Wales leisten. Dieses Ergebnis war für die Waliser wichtig, da sie dadurch ins Entscheidungsspiel gegen Ungarn gelangten und 2:1 siegten. Mexiko wurde erwartungsgemäß Letzter der Gruppe.

### Viertelfinale
| 45.000 | Råsundastadion (Solna) | Schweden | Sowjetunion | Leafe (England) | 2:0 (0:0) | 1:0 Hamrin (49.) 2:0 Simonsson (88.) |

Veranstalter Schweden hatte mit den durch das zwei Tage zuvor angesetzte Play-off geschwächten Sowjets keine großen Probleme. Das 2:0 brachte sie sicher ins Halbfinale.

### Halbfinale
| 50.000 | Ullevi (Göteborg) | Schweden | BR Deutschland | Zsolt (Ungarn) | 3:1 (1:1) | 0:1 Schäfer (24.) 1:1 Skoglund (32.) 2:1 Gren (81.) 3:1 Hamrin (88.) |

In Göteborg trafen die Deutschen auf Schweden und es wurde aus Sicht der Gäste zu einem Skandalspiel. In Hälfte eins sorgte Schäfer (23.) für die Führung der gut aufspielenden Deutschen. Trotz des Ausgleichs durch Skoglund (33.) beherrschten Fritz Walter & Co. den Gegner, doch die (ungeahndete) Härte der Schweden setzte dem Herberger-Team arg zu. Nachdem ein klares Foul an Helmut Rahn im schwedischen Strafraum nicht gegeben wurde und sich Erich Juskowiak vom in Italien tätigen Hamrin provozieren ließ, sich revanchierte und vom Platz flog, waren die Vorteile bei den Skandinaviern. Da auch Fritz Walter wegen einer Verletzung nur als Statist wirken konnte, kamen die Gastgeber in den letzten Spielminuten noch zu zwei Treffern, die das Endspiel bedeuteten.

### Finale
| 51.800 | Råsundastadion (Solna) | Brasilien | Schweden | Guigue (Frankreich) | 5:2 (2:1) | 0:1 Liedholm (4.) 1:1 Vavá (9.) 2:1 Vavá (32.) 3:1 Pelé (55.) 4:1 Zagallo (68.) 4:2 Simonsson (80.) 5:2 Pelé (90.) |

 Brasilien: Gilmar – D. Santos, N. Santos, Zito – Bellini (c), Orlando – Garrincha, Didi, Vavá, Pelé, Zagallo. Trainer: Vicente Feola
 Schweden: Svensson – Bergmark, Axbom, Börjesson – Gustavsson, Parling – Hamrin, Gren, Simonsson, Liedholm (c), Skoglund. Trainer: George Raynor
Schiedsrichter:  Maurice Guigue;  Albert Dusch,  Juan Gardeazábal
50.000 Zuschauer sahen dann das Finale in Stockholm. Die Brasilianer ließen sich von dem frühen Tor durch Liedholm (4.) nicht aus dem Konzept bringen. Garrincha, Vava und Pelé zogen ihr technisch brillantes Spiel in unnachahmlicher Weise auf, kamen noch vor der Pause durch zwei Vava-Tore zum 2:1, ehe Pelé, Zagallo und nochmals Pelé den Schweden (Simonssen zwischendurch zum 2:4) mit 5:2 das Nachsehen gaben.